# Aristolochia philippinensis
Aristolochia philippinensis Warb. – gatunek rośliny z rodziny kokornakowatych (Aristolochiaceae Juss.). Występuje endemicznie na Filipinach.

## Morfologia
PokrójZimozielony krzew. Dorasta do 1 m wysokości.
LiścieMają lancetowaty lub eliptyczny kształt. Mają 8,5–24 cm długości oraz 3,5–8,5 cm szerokości. Nasada liścia ma rozwarty kształt. Całobrzegie, ze spiczastym wierzchołkiem. Ogonek liściowy jest nagi i ma długość 4–8 cm.
KwiatyZebrane są w gronach o długości 7–25 cm. Mają wyprostowany kształt. Łagiewka jest elipsoidalna lub jajowata.
OwoceTorebki o prawie kulistym lub elipsoidalnym kształcie. Mają 15–25 cm długości i 15 cm średnicy.

## Biologia i ekologia
Rośnie w wiecznie zielonych lasach i zaroślach. Występuje na wysokości do 900 m n.p.m.